# Carme Fortuny
Carme Fortuny (Barcelona) és una actriu catalana de teatre i televisió, neboda de Josep Maria de Sagarra i vídua del també actor Enric Arredondo.
Des dels 18 anys es dedica professionalment al teatre. Va estudiar a l'Institut del Teatre i a l'Escola d'Art Dramàtic Adrià Gual i l'any 1960 figurà ja en el repartiment de la primera obra que representà aquesta escola, El desert dels dies; posteriorment, actuà amb la Companyia Adrià Gual. Durant 17 anys visqué a Madrid, on intervingué en gran nombre d'obres de teatre per a Televisió Espanyola (a Teatro de siempre, Hora once, Estudio 1), abans de tornar a establir-se a Barcelona.
L'any 1979 obtingué el premi Margarida Xirgu per El doble otoño de mamá bis.

## Trajectòria professional

### Teatre
- 1960 El desert dels dies de Maria Aurèlia Capmany, dirigida per Ricard Salvat
- 1960 La jugada, de Joan Brossa i direcció de Moisès Villèlia
- 1960 La pell de brau, de Salvador Espriu, direcció de Ricard Salvat
- 1960 La ciega, de Rainer Maria Rilke, direcció de Josep Maria Segarra
- 1960 Oración, de Fernando Arrabal, dirigida per Claudi Garcia
- 1960 Horas de vida, de Jacinto Grau, amb direcció d'Antoni Canal
- 1961 Mort d'home, dirigida per l'autor Ricard Salvat
- 1961 La trompeta y los niños, dirigida per l'autor, Juan Germán Schroeder
- 1961 Trabajos de amor perdidos, de William Shakespeare, versió i direcció de Ricard Salvat
- 1962 A la fira de mostres, de Joan Argenté, amb direcció de Josep Montanyès
- 1962 El deleitoso, de Lope de Rueda, amb direcció de Josep Maria Segarra
- 1962 La Dorotea, de Lope de Vega, dirigida per Ricard Salvat i Maria Aurèlia Capmany
- 1962 Primera història d'Esther, de Salvador Espriu, dirigida per Ricard Salvat
- 1963 Dos quarts de cinc, de Maria Aurèlia Capmany, amb direcció de Josep Maria Segarra
- 1963 Don Joan de Ferran Soldevila. Companyia de Pau Garsaball. Estrenada al teatre Romea, Barcelona.
- 1964 El mercader de Venècia, de William Shakespeare, dirigit per Maria Aurèlia Capmany
- 1964 Una vella, coneguda olor de Josep Maria Benet i Jornet, estrenada al teatre Romea de Barcelona el 30 de setembre. En el personatge de Maria.
- 1966 Ronda de mort a Sinera, de Salvador Espriu, dirigida per Ricard Salvat
- 1966 Adrià Gual y su época, de Ricard Salvat
- 1966 Misterio de dolor, d'Adrià Gual, direcció de Ricard Salvat
- 1966 L'auca del senyor Esteve, de Santiago Rusiñol, dirigit per Ricard Salvat
- 1966 Misterio de dolor, d'Adrià Gual amb direcció de Ricard Salvat
- 1966 El tragaluz, d'Antonio Buero Vallejo, dirigida per José Osuna
- 1966 La bona de persona de Sezuan, de Bertolt Brecht, dirigida per Ricard Salvat
- 1966 Els pastorets o l'adveniment de l'infant Jesús, de Josep Maria Folch i Torres, direcció de Maria Aurèlia Capmany
- 1967 El ángel azul, de Maurice Maeterlinck, amb direcció d'Ángel Montesinos
- 1979 El doble otoño de mamá bis de Ramon Gil Novales i direcció d'Àngel Alonso. Estrenada a la Sala Villarroel de Barcelona.
- 1980 Un lloc entre els morts de Maria Aurèlia Capmany i direcció de Josep Montanyès i Josep Maria Segarra. Estrenada al teatre Romea de Barcelona.
- 1981 Pigmalió de Bernard Shaw, versió de Joan Oliver i direcció de Montserrat Julió. Estrenada al teatre Romea de Barcelona.
- 1982 La dama enamorada, de Joan Puig i Ferreter, versió de Guillem-Jordi Graells i direcció de Josep Maria Segarra, amb el grup Teatre de l'Escorpí.
- 1986 Mel salvatge, d'Anton Txékhov, versió de Michael Frayn i direcció de Pere Planella. Estrenada al teatre Romea de Barcelona
- 1988 La bona de persona de Sezuan, de Bertolt Brecht, dirigida per Fabià Puigserver al Teatre Lliure
- 1990 La missió, de Heiner Müller, traducció de Maurici Farré i direcció de Carme Portaceli. Estrenada al Mercat de les Flors de Barcelona.
- 1993-1994 Les amistats perilloses, de Christopher Hampton i direcció de Pilar Miró.
- 1994 La loba, de Lillian Hellman i direcció Hermann Bonnín, estrenada al Teatre Goya (Barcelona)
- 2000 La disputa, original de Marivaux. Direcció de Pep Pla al Teatre Artenbrut
- 2000 Plaça dels herois, de Thomas Bernhard i amb direcció d'Ariel García Valdés al Teatre Nacional de Catalunya
- 2000 El coronel ocell, original de Hristo Boytchev, amb direcció de Rafael Duran al Teatre Nacional de Catalunya
- 2005 Les tres germanes, d'Anton Txékhov i direcció d'Ariel García Valdés, al Teatre Nacional de Catalunya
- 2005 Yerma, de Federico García Lorca, amb direcció de Rafel Duran, al Teatre Nacional de Catalunya
- 2005 El presoner de la segona avinguda, original de Neil Simon amb direcció de Manel Dueso. Estrenada al Teatre Villarroel
- 2005 Casa i Jardí, d'Alan Ayckbourn, amb direcció de Ferran Madico
- 2007 El ventall de Lady Windermere, d'Oscar Wilde, amb direcció de Josep Maria Mestres al Teatre Nacional de Catalunya
- 2007 Els físics (lectura dramatitzada), de Friedrich Dürrenmatt, amb direcció de Carles Canut.
- 2007 Stricto sensu, de Jordi Arbonès, dirigida per Xicu Masó.
- 2007-2008 La plaça del Diamant, adaptació de Josep Maria Benet i Jornet, dirigida per Toni Casares, al Teatre Nacional de Catalunya.
- 2009 La casa dels cors trencats, de George Bernard Shaw i direcció de Josep Maria Mestres, al Teatre Nacional de Catalunya.
- 2013 L'honor és nostre, Sr. Espriu!, amb textos de Salvador Espriu i direcció de Jordi Dodero i Ernest Serrahima, a la Biblioteca de Catalunya.

### Televisió
- Planeta imaginari (1983), sèrie dirigida per Miquel Obiols
- Tot un senyor (1989), sèrie dirigida per Esteve Duran
- 7 vidas (1999), sèrie.
- Nissaga de poder (1996), telenovel·la
- El cor de la ciutat (2000), telenovel·la
- L'estratègia del cucut (2001), pel·lícula de Sílvia Quer
- Coses que passen (2005), pel·lícula de Sílvia Munt

### Cinema
- M'enterro en els fonaments (1975), basada en l'obra de Manuel de Pedrolo, dirigida per Josep Maria Forn
- Cartas de amor de una moja (1978), de Jordi Grau
- Soldados (1978), d'Alfonso Ungría
- Ratas (1998), de Martín Fernández
- Em dic Sara (1998), de Dolors Payàs
- Todo sobre mi madre (1999), de Pedro Almodóvar
- La costa errante (2004), de Gustavo Fontán